# Atum: A Rock Opera in Three Acts
Atum: A Rock Opera in Three Acts è il dodicesimo album in studio del gruppo musicale statunitense The Smashing Pumpkins, pubblicato in tre parti, attraverso tre differenti uscite da undici tracce ognuna, tra il 2022 e il 2023: Atum: Act One il 15 novembre 2022, Atum: Act Two il 31 gennaio 2023 e Atum: Act Three il 5 maggio 2023.

## Tracce
Atum - Act One
1. Atum – 3:32
2. Butterfly Suite – 3:28
3. The Good in Goodbye – 4:40
4. Embracer – 3:39
5. With Ado I Do – 2:52
6. Hooligan – 3:05
7. Steps in Time – 3:49
8. Where Rain Must Fall – 4:15
9. Beyond the Vale – 3:42
10. Hooray! – 3:43
11. The Gold Mask – 3:36

Durata totale: 40:21
Atum - Act Two
1. Avalanche – 5:42
2. Empires – 3:10
3. Neophyte – 4:16
4. Moss – 2:59
5. Night Waves – 2:53
6. Space Age – 3:12
7. Every Morning – 6:10
8. To the Grays – 3:12
9. Beguiled – 3:58
10. The Culling – 4:30
11. Springtimes – 4:01

Durata totale: 44:03
Atum - Act Three
1. Sojourner – 7:41
2. That Which Animates the Spirit – 3:55
3. The Canary Trainer – 3:57
4. Pacer – 5:24
5. In Lieu of Failure – 3:26
6. Cenotaph – 3:04
7. Harmageddon – 4:20
8. Fireflies – 3:26
9. Intergalactic – 8:58
10. Spellbinding – 4:06
11. Of Wings – 5:28

Durata totale: 53:45

## Formazione
- Billy Corgan – voce, chitarra, basso, sintetizzatori
- James Iha – chitarra
- Jeff Schroeder – chitarra
- Jimmy Chamberlin – batteria